# Dalmosanus steevesi
Dalmosanus steevesi är en skalbaggsart som först beskrevs av Schuster och Albert A. Grigarick 1968.  Dalmosanus steevesi ingår i släktet Dalmosanus och familjen kortvingar. Inga underarter finns listade i Catalogue of Life.